# Nazionale maschile di pallavolo del Galles
La nazionale maschile di pallavolo del Galles è una squadra europea composta dai migliori giocatori di pallavolo del Galles ed è posta sotto l'egida della Federazione pallavolistica del Galles.

## Risultati

### Competizioni CEV
| 2000 | 8º posto        | Convocazioni |
| 2002 | non qualificata | -            |
| 2004 | non qualificata | -            |
| 2007 | non qualificata | -            |
| 2009 | non qualificata | -            |
| 2011 | non qualificata | -            |
| 2013 | non qualificata | -            |
| 2015 | non qualificata | -            |
| 2017 | non qualificata | -            |
| 2019 | non qualificata | -            |
| 2022 | non qualificata | -            |
| 2023 | non qualificata | -            |
| 2024 | non qualificata | -            |